# Клюбер, Иоганн Людвиг
Иоганн Людвиг Клюбер (нем. Johann Ludwig Klüber; 1762—1837) — немецкий публицист и юрист.
Профессор юридических наук в Эрлангене и Гейдельберге. Собрал и издал «Акты венского конгресса 1814 и 1815 гг.» (Эрланген, 1815—1819); написал «Staatsrecht des Rheinbundes» (Эрланген, 1808), «Pragmatische Geschichte der nationalen u. polit. Wiedergeburt Griechenlands» (Франкфурт, 1825) и др. В изданном Велькером в 1844 году посмертном труде Клюбера: «Oeffentliche Urkunden zur Geschichte des Rechtszustandes des deutschen Volks» впервые был освещен вопрос о тайных венских конференциях.